# Shanus
Shanus taibaiensis és una espècie d'aranya araneomorfa de la subfamília dels erigonins, dins de la família Linyphiidae. És l'únic membre del gènere monotípic Shanus.
Es pot trobar a Shaanxi a la Xina.
Fou descrit per primera vegada per A. V. Tanasevitch l'any 2006,